# 184 (число)
184 (Сто вісімдеся́т чоти́ри) — натуральне число між 183 та 185.
- 184 день в році — 3 липня (у високосний рік 2 липня).

## У математиці
- {\displaystyle 184^{2}=33856}
- {\displaystyle 184^{3}=6229504}
- Корінь квадратний зі 184 складає {\displaystyle \approx }13.564659966251.
- 184 має 8 дільників:

{\displaystyle 1,2,4,8,23,46,92,184}
- Сума всіх дільників крім 184 складає 176
- 2-гладке число, оскільки найменший простий дільник не більший за 2.
- 184 - різниця двох квадратів: {\displaystyle 25^{2}-21^{2}=184}.
- 184 - різниця двох квадратів: {\displaystyle 47^{2}-45^{2}=184}.
- Сума чотирьох послідовних простих чисел: {\displaystyle 41+43+47+53=184}
- Відповідно до теореми Лангранжа про суму чотирьох квадратів, 184 можна виразити як суму трьох квадратів, і, напевно не одним способом: {\displaystyle 2^{2}+6^{2}+12^{2}=184}
- Сіракузька послідовність для 184 досягає максимуму в 160 на 8 кроці, та містить загалом 8 елементів: 92, 46, 23, 70, 35, 106, 53, 160, 80, 40, 20, 10, 5, 16, 8, 4, 2, 1
- Функція Ейлера для 184 дорівнює 88. Це кількість чисел, які не більші за 184, і при цьому взаємопрості.
- Радикал (найбільший безквадратовий дільник) дорівнює 46.

## В інших галузях
- 184 рік, 184 до н. е.
- NGC 184 — лінзоподібна галактика (S0) в сузір'ї Андромеда.